# You Spin Me Round (Like a Record)
«You Spin Me Róund (Líke a Récord)» — песня британской группы Dead or Alive из их второго студийного альбома Youthquake (1985). Песня стала первым хитом, возглавлявшим UK Singles Chart, в Великобритании в марте 1985 года. В американском Billboard Hot 100 сингл занял на 11-е место. В 2003 году журнал Q поставил песню на 981-е место в своем списке «1001 лучшая песня», журнал Blender отдал ей 289-е место в своем рейтинге «Величайших песен» в 2005 году, а в 2015 году она заняла 17-е место в рейтинге «Любимые песни 1980-х годов» по версии жителей Великобритании.
В произведении использованы струнные партии из оперы «Полёт валькирий» Рихарда Вагнера.

## История
По словам Бёрнса, звукозаписывающая компания без энтузиазма восприняла «You Spin Me Round». Ему пришлось взять кредит в размере 2500 фунтов стерлингов, чтобы записать ее и как только она была записана звукозаписывающая компания заявила ему, что получившийся результат ужасен. Бёрнс рассказал, что их группе пришлось самой финансировать производство видеоклипа на эту песню.
В интервью для BBC Radio 4 в апреле 2015 года Бёрнс признался, что между продюсерами и группой были весьма напряженные отношения и это чувствовалось на протяжении всего их сотрудничества.

## Позиции в чартах
| Чарт (1984—1985)                                | Макс. позиция |
| ----------------------------------------------- | ------------- |
| Австралия (Kent Music Report)                   | 3             |
| Австрия (Ö3 Austria Top 40)                     | 10            |
| Бельгия/Фландрия (Ultratop 50)                  | 3             |
| Canadian RPM Top Singles                        | 1             |
| Франция (SNEP)                                  | 29            |
| Irish Singles Chart                             | 1             |
| Италия (FIMI)                                   | 3             |
| Япония (Oricon)                                 | 54            |
| Нидерланды (Dutch Top 40)                       | 6             |
| Нидерланды (Single Top 100)                     | 4             |
| Новая Зеландия (Recorded Music NZ)              | 6             |
| Норвегия (VG-lista)                             | 6             |
| Швейцария (Schweizer Hitparade)                 | 1             |
| Великобритания (Official Charts Company)        | 1             |
| US Billboard Hot 100                            | 11            |
| US Billboard Hot Dance Club Play                | 4             |
| US Billboard Hot Dance Music/Maxi-Singles Sales | 4             |
| ФРГ (GfK)                                       | 2             |

| Чарт (1996)                              | Макс. позиция |
| ---------------------------------------- | ------------- |
| Австралия (ARIA)                         | 28            |
| Чарт (2003)                              | Макс. позиция |
| Australian Singles Chart                 | 62            |
| Германия (Media Control Charts)          | 96            |
| Великобритания (Official Charts Company) | 23            |
| U.S. Billboard Hot Dance Club Play       | 21            |
| Чарт (2006)                              | Макс. позиция |
| Irish Singles Chart                      | 26            |
| США (Official Charts Company)            | 5             |

## Сертификации
| Регион                                                      | Сертификация | Продажи  |
| ----------------------------------------------------------- | ------------ | -------- |
| Канада (Music Canada)                                       | Золотой      | 50,000^  |
| Великобритания (BPI)                                        | Золотой      | 500 000^ |
| ^ Данные о тиражах приведены только на основе сертификации. |              |          |

## Музыкальное видео
Клип не имеет сюжета и содержит лишь поток образов. Участники группы (в основном солист Пит Бёрнс) появляются на синем фоне, в раме картины, за ними развивается полотно ткани, их опутывают ленты. В конце участники размахивают золотыми флагами. Солист, одетый в халат и тапочки, танцует на фоне диско-шара.

## Кавер-версии

### Uranium 235
В 1998 году кавер-версия в исполнении группы Uranium 235 в стиле индастриал вошла в их сборник Cultural Minority.

### Blind Passengers
Кавер-версия в исполнении группы Blind Passengers является четвёртой в альбоме Bastard (1999). По сравнению с исполнением Uranium 235, песня имеет более жёсткое звучание в стиле индастриал.

### Джиджи Д’Агостино
Итальянский диджей Джиджи Д’Агостино выпустил кавер-версию в стиле поп, которая вошла в альбом Tecno Fes Vol. 2 (2000).

### Талия
Версия мексиканской поп-певицы Талии была включена в её альбом Thalía (2002).

### Джессика Симпсон
В 2006 году свою версию песни исполнила Джессика Симпсон. Песня стала третьим синглом из её пятого студийного альбома A Public Affair, заняв невысокие позиции в чартах.

### Dope
Распространено ошибочное мнение, что автором одной из кавер-версий является Мэрилин Мэнсон. На самом деле её исполняет группа Dope. Песня вошла в их альбом Felons and Revolutionaries. Эта версия отличается более жёстким звучанием по сравнению с оригинальным.
Также появлялась более новая версия кавера, в концертном альбоме Live from Russian nov. 2015.

### Danzel
В 2007 году Danzel сделал свою кавер-версию песни, которая тоже была довольно популярна. Существует ошибочное мнение, что эту песню исполняют Beastie Boys.

### Теа Гилмор и Майк Кейв
В 2008 году кавер песни записала Теа Гилмор совместно с Майком Кейвом. Песня в их исполнении приняла мягкость и чувственное звучание. После выпуска в качестве сингла, песня была включена в альбом Liejacker.

### Flo Rida
В 2009 году семплы из песни «You Spin Me Round (Like a Record)» использовал американский рэпер Flo Rida в своём сингле «Right Round».

### Indochine
Французская группа Indochine включила кавер-версию песни в свой альбом La République des Meteors (2009).

### 3Teeth
В 2019 году американская индастриал-метал-группа 3Teeth записала кавер специально для фильма «Пушки Акимбо».

### ArTurial, Mind Shredder
В 2020 году кавер (новую версию) записали ArTurial и Mind Shredder в стиле Рок/Електроника/Даунтемпо. Кавер вышел в альбоме Upheaval of the Universe.

### Прочие исполнители
Также известны кавер-версии в исполнении Кристал Уотерс, Mr. Irish Bastard, Could 9, Данни Миноуг, Eiffel 65, Gemini Five, Second Skin, Milwaukee Wildmen, The Freak Show, Ten Masked Men, Secret Discovery, Yeah Right и других.